# 3e étape du Tour de France 2010
Pour un article plus général, voir Tour de France 2010.
La 3e étape du Tour de France 2010 s'est déroulée le mardi 6 juillet 2010 entre Wanze (en Belgique) et Arenberg-Porte du Hainaut (en France) sur 213 km. Le Norvégien Thor Hushovd (Cervélo TestTeam) remporte cette étape. Le Suisse Fabian Cancellara récupère le maillot jaune.

## Parcours de l'étape

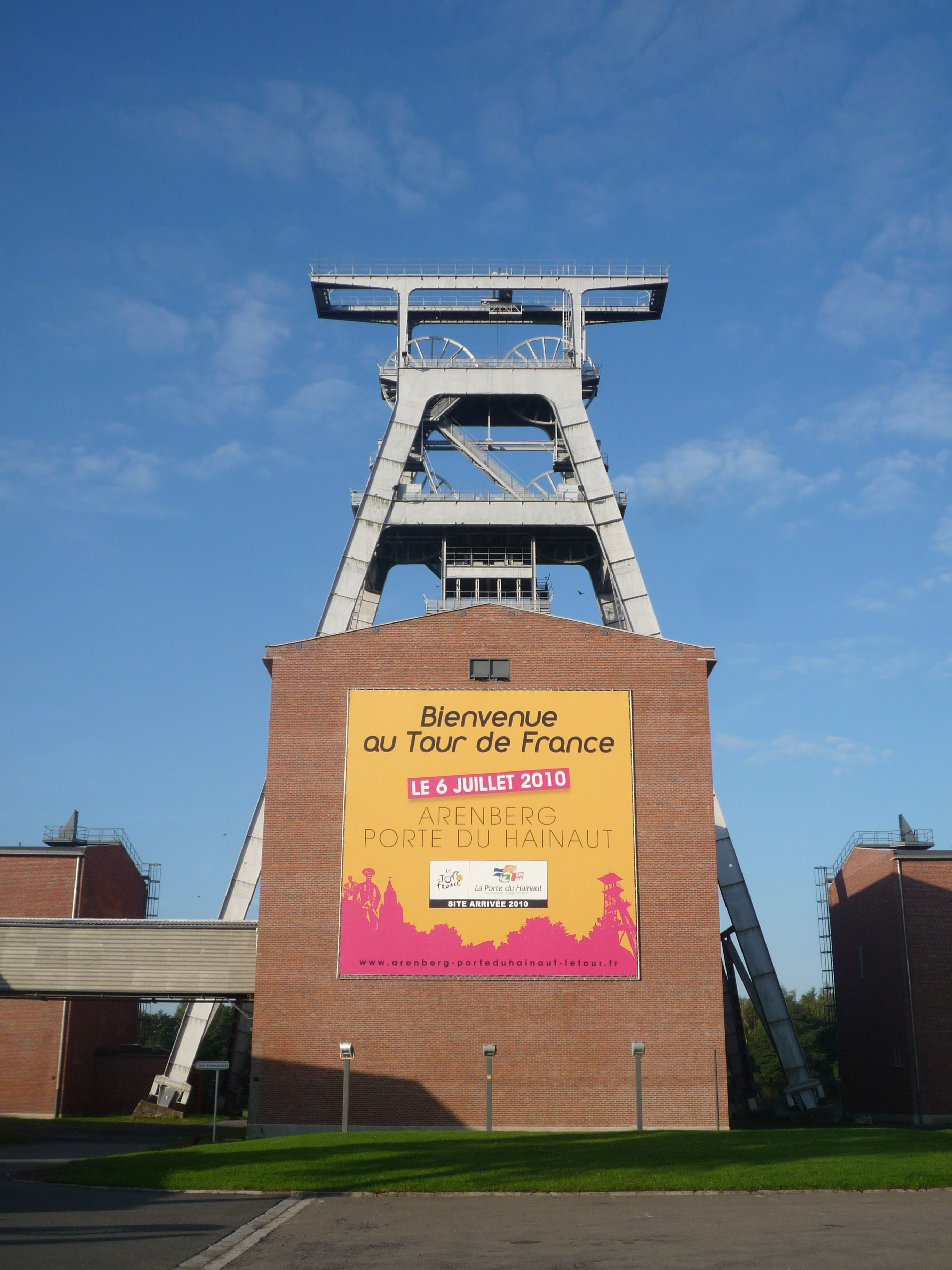
La fosse Arenberg est l'arrivée de cette étape.

Cette étape de 213 km part de Wanze, dans la province de Liège en Belgique, et arrive à Arenberg, cité minière de Wallers, dans le département du Nord en France.
Seuls les 37 derniers kilomètres sont situés en France. Auparavant, le parcours traverse la Région wallonne d'est en ouest. Les trois sprints intermédiaires s'y trouvent : à Saint-Servais au nord de Namur, à Nivelles dans le Brabant wallon, et à Leuze-en-Hainaut dans la province de Hainaut. La seule côte comptant pour le classement de la montagne (4e catégorie) est à Bothey, dans la province de Namur.
Le principal intérêt de cette étape réside dans ses sept secteurs pavés. Les trois premiers sont en Belgique, en Hainaut : à Ormeignies, Hollain et Rongy. Les quatre derniers sont situés en France dans les 24 derniers kilomètres et figurent au parcours de la classique Paris-Roubaix. Il s'agit des secteurs de Sars-et-Rosières (2 400 m), Tilloy-lez-Marchiennes (2 500 m), Wandignies-Hamage (3 400 m) et Haveluy (2 300 m). L'arrivée est située à Arenberg, à proximité de la célèbre trouée d'Arenberg et de la Fosse Arenberg.

## La course
Au kilomètre 17, sept hommes s'échappent : Steve Cummings, Ryder Hesjedal, Pavel Brutt, Roger Kluge, Pierre Rolland, Imanol Erviti, et Stéphane Augé. Ils compteront jusqu'à 4 minutes 40 d'avance sur le peloton. Les secteurs pavés (longs au total de 13,2 km) vont faire échouer cette échappée, mais vont aussi causer de nombreux dégâts, dont en premier lieu la chute de Fränk Schleck qui doit abandonner à cause d'une triple fracture de la clavicule. Cette chute entraîne le ralentissement de Sylvain Chavanel, alors maillot jaune, qui connaîtra ensuite deux autres ennuis mécaniques et devra rendre son maillot à Fabian Cancellara.
Les pavés ont aussi permis à l'avant à certains coureurs de se dégager, c'est le cas de deux favoris : Andy Schleck et Cadel Evans. Ils prendront 2 min 7 s à Lance Armstrong et 1 min 13 s sur Alberto Contador.

## Sprints intermédiaires
| Premier   | Roger Kluge    | 6 pts. |
| Deuxième  | Ryder Hesjedal | 4 pts. |
| Troisième | Steve Cummings | 2 pts. |

| Premier   | Roger Kluge    | 6 pts. |
| Deuxième  | Pierre Rolland | 4 pts. |
| Troisième | Imanol Erviti  | 2 pts. |

| - 3. Sprint intermédiaire de Pipaix (kilomètre 151,5) \| Premier \| Roger Kluge \| 6 pts. \| \| Deuxième \| Pavel Brutt \| 4 pts. \| \| Troisième \| Imanol Erviti \| 2 pts. \| |               |        |
| Premier | Roger Kluge   | 6 pts. |
| Deuxième | Pavel Brutt   | 4 pts. |
| Troisième | Imanol Erviti | 2 pts. |

## Côtes
| - 1. Côte de Bothey, 4e catégorie (kilomètre 48) \| Premier \| Ryder Hesjedal \| 3 pts \| \| Deuxième \| Steve Cummings \| 2 pts \| \| Troisième \| Stéphane Augé \| 1 pt \| |                |       |
| Premier | Ryder Hesjedal | 3 pts |
| Deuxième | Steve Cummings | 2 pts |
| Troisième | Stéphane Augé  | 1 pt  |

## Classement de l'étape
| Classement de la 3e étape | Classement de la 3e étape | Classement de la 3e étape | Classement de la 3e étape | Classement de la 3e étape |
|                           | Coureur                   | Pays                      | Équipe                    | Temps                     |
| ------------------------- | ------------------------- | ------------------------- | ------------------------- | ------------------------- |
| 1er                       | Thor Hushovd              | NOR                       | Cervélo TestTeam          | en 4 h 49 min 38 s        |
| 2e                        | Geraint Thomas            | GBR                       | Team Sky                  | m.t.                      |
| 3e                        | Cadel Evans               | AUS                       | BMC Racing                | m.t.                      |
| 4e                        | Ryder Hesjedal            | CAN                       | Garmin-Transitions        | m.t.                      |
| 5e                        | Andy Schleck              | LUX                       | Team Saxo Bank            | m.t.                      |
| 6e                        | Fabian Cancellara         | SUI                       | Team Saxo Bank            | m.t.                      |
| 7e                        | Johan Vansummeren         | BEL                       | Garmin-Transitions        | + 53 s                    |
| 8e                        | Bradley Wiggins           | GBR                       | Team Sky                  | + 53 s                    |
| 9e                        | Jurgen Van den Broeck     | BEL                       | Omega Pharma-Lotto        | + 53 s                    |
| 10e                       | Alexandre Vinokourov      | KAZ                       | Astana                    | + 53 s                    |
| modifier                  |                           |                           |                           |                           |

## Classement général
| Classement général à la 3e étape | Classement général à la 3e étape | Classement général à la 3e étape | Classement général à la 3e étape | Classement général à la 3e étape |
|                                  | Coureur                          | Pays                             | Équipe                           | Temps                            |
| -------------------------------- | -------------------------------- | -------------------------------- | -------------------------------- | -------------------------------- |
| 1er                              | Fabian Cancellara                | SUI                              | Team Saxo Bank                   | en 14 h 54 min 0 s               |
| 2e                               | Geraint Thomas                   | GBR                              | Team Sky                         | + 23 s                           |
| 3e                               | Cadel Evans                      | AUS                              | BMC Racing                       | + 39 s                           |
| 4e                               | Ryder Hesjedal                   | CAN                              | Garmin-Transitions               | + 46 s                           |
| 5e                               | Sylvain Chavanel                 | FRA                              | Quick Step                       | + 1 min 1 s                      |
| 6e                               | Andy Schleck                     | LUX                              | Team Saxo Bank                   | + 1 min 9 s                      |
| 7e                               | Thor Hushovd                     | NOR                              | Cervélo TestTeam                 | + 1 min 19 s                     |
| 8e                               | Alexandre Vinokourov             | KAZ                              | Astana                           | + 1 min 31 s                     |
| 9e                               | Alberto Contador                 | ESP                              | Astana                           | + 1 min 40 s                     |
| 10e                              | Jurgen Van den Broeck            | BEL                              | Omega Pharma-Lotto               | + 1 min 42 s                     |
| modifier                         |                                  |                                  |                                  |                                  |

## Classements annexes

### Classement par points
| Classement par points | Classement par points | Classement par points | Classement par points | Classement par points |
| --------------------- | --------------------- | --------------------- | --------------------- | --------------------- |
|                       | Coureur               | Pays                  | Équipe                | Point(s)              |
| 1er                   | Thor Hushovd          | NOR                   | Cervélo TestTeam      | 63 points             |
| 2e                    | Geraint Thomas        | GBR                   | Team Sky              | 49 pts                |
| 3e                    | Sylvain Chavanel      | FRA                   | Quick Step            | 44 pts                |
| modifier              |                       |                       |                       |                       |

### Classement du meilleur grimpeur
| Classement du meilleur grimpeur | Classement du meilleur grimpeur | Classement du meilleur grimpeur | Classement du meilleur grimpeur | Classement du meilleur grimpeur |
| ------------------------------- | ------------------------------- | ------------------------------- | ------------------------------- | ------------------------------- |
|                                 | Coureur                         | Pays                            | Équipe                          | Point(s)                        |
| 1er                             | Jérôme Pineau                   | FRA                             | Quick Step                      | 13 points                       |
| 2e                              | Sylvain Chavanel                | FRA                             | Quick Step                      | 8 pts                           |
| 3e                              | Rein Taaramäe                   | EST                             | Cofidis                         | 8 pts                           |
| modifier                        |                                 |                                 |                                 |                                 |

### Classement du meilleur jeune
| Classement général du meilleur jeune | Classement général du meilleur jeune | Classement général du meilleur jeune | Classement général du meilleur jeune | Classement général du meilleur jeune |
|                                      | Coureur                              | Pays                                 | Équipe                               | Temps                                |
| ------------------------------------ | ------------------------------------ | ------------------------------------ | ------------------------------------ | ------------------------------------ |
| 1er                                  | Geraint Thomas                       | GBR                                  | Team Sky                             | en 14 h 53 min 23 s                  |
| 2e                                   | Andy Schleck                         | LUX                                  | Team Saxo Bank                       | + 46 s                               |
| 3e                                   | Roman Kreuziger                      | CZE                                  | Liquigas-Doimo                       | + 2 min 1 s                          |
| modifier                             |                                      |                                      |                                      |                                      |

### Classement par équipes
| Classement par équipes | Classement par équipes | Classement par équipes | Classement par équipes |
|                        | Équipe                 | Pays                   | Temps                  |
| ---------------------- | ---------------------- | ---------------------- | ---------------------- |
| 1re                    | Team Saxo Bank         | Danemark               | en 44 h 45 min 55 s    |
| 2e                     | Garmin-Transitions     | États-Unis             | + 11 s                 |
| 3e                     | Team Sky               | Royaume-Uni            | + 25 s                 |
| modifier               |                        |                        |                        |

## Abandons

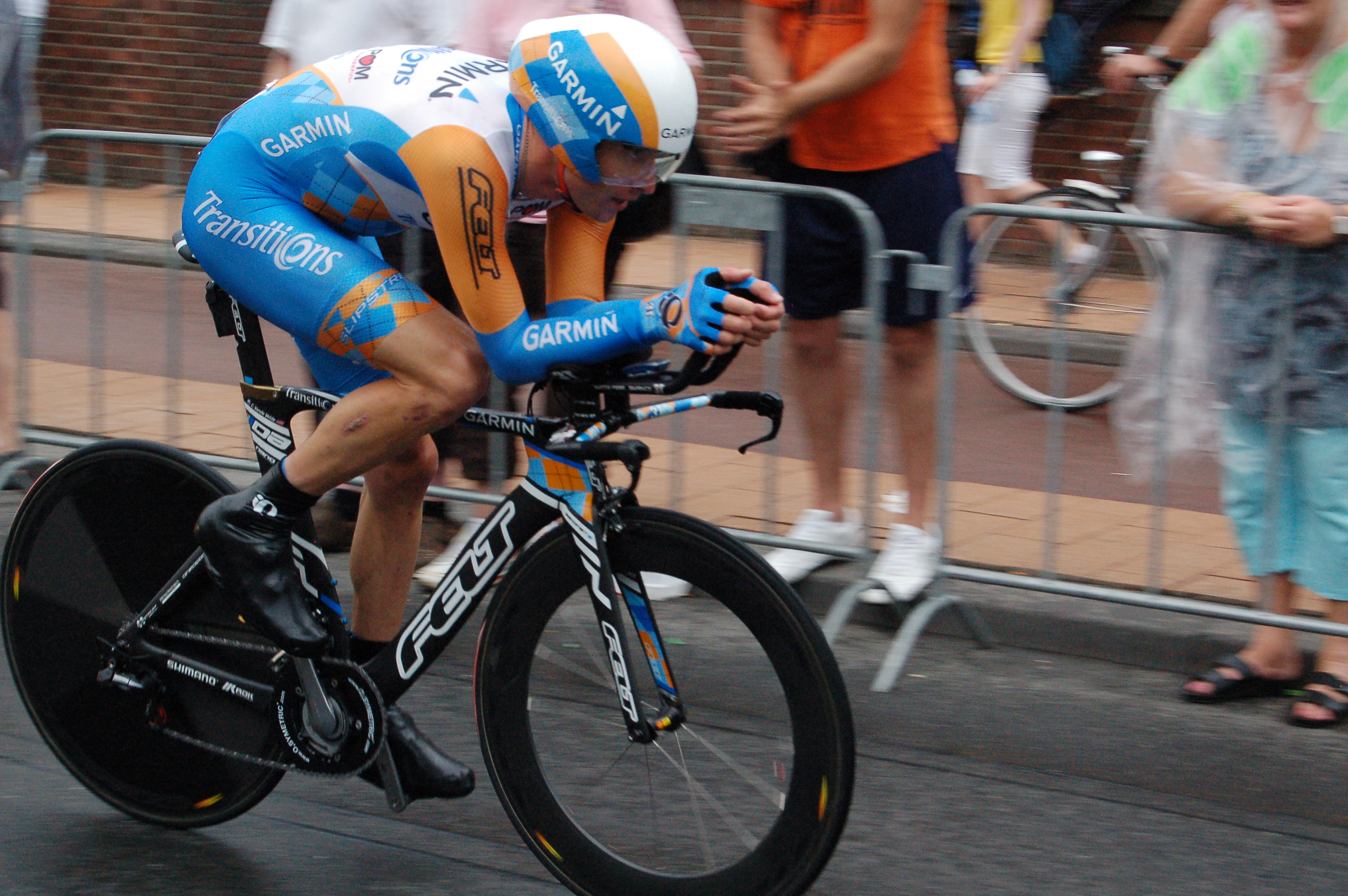
Christian Vande Velde, ici lors du prologue à Rotterdam, est victime d'une chute lors de la 2e étape du Tour de France 2010.

- Christian Vande Velde (Garmin-Transitions) : non-partant, souffrant de deux côtes cassées lors de la chute collective intervenue dans la descente de la côte de Stockeu lors de la 2e étape[1]. Il était arrivé à plus de huit minutes du vainqueur de l'étape Sylvain Chavanel[2].
- Niki Terpstra (Team Milram) : non-partant
- David Le Lay (AG2R La Mondiale) : abandon à la suite d'une fracture de la clavicule provoquée par une chute pendant l'étape.
- Fränk Schleck (Team Saxo Bank) : abandon à la suite, lui aussi, d'une fracture de la clavicule provoquée par une chute pendant l'étape.